# Абрамян Хорен Бабкенович
Хорен Бабкенович Абрамян (*1 квітня 1930, Єреван — †10 грудня 2004, Єреван) — актор театру і кіно, театральний режисер, народний артист СРСР (1980)

## Біографія
У 1951 закінчив Єреванський театральний інститут. З 1980 по 1985 служив у трупі Єреванського театру ім. Сундукяна, потім до 1988 був головним режисером Ленінаканського театру імені Мравяна, з 1988 — головний режисер Єреванського академічного театру ім. Г. Сундукяна

## Звання і нагороди

- 1970 — лауреат Всесоюзного кінофестивалю у номінації «Призи за акторську роботу»
- 1971 — лауреат державної премії Вірменської РСР (за спектакль «Брати Сарояни»)
- 1980 — Народний артист СРСР
- 1980 — лауреат Всесоюзного кінофестивалю у номінації «Премії за найкращі акторські роботи»
- 1981 — лауреат Державної премії СРСР (за театральні роботи)
- 2000 — почесний громадянин Єревана.[5]

## Ролі у кіно
- 1949 — Дівчина Араратської долини
- 1954 — Смотрини
- 1954 — Таємниця гірського озера
- 1955 — У пошуках адресата — Брутян
- 1955 — Перший ешелон
- 1957 — Висота — Баграт
- 1957 — Мета його життя
- 1958 — Серце матері — Армен
- 1958 — Про мого друга
- 1958 — Пісня першого кохання — Арсен
- 1959 — Обвал — Вартан
- 1962 — Кільця слави — Гурген
- 1969 — Брати Сарояни — Геворк Сароян
- 1971 — Відголоски минулого
- 1971 — Ми і наші гори
- 1974 — Хроніка єреванських днів
- 1978 — Аревік
- 1978 — Народження
- 1979 — Зірка надії
- 1980 — Живіть довго
- 1980 — Легенда про скомороха
- 1981 — Там, за сімома горами
- 1983 — Відрядження до санаторію
- 1984 — Пожежа
- 1986 — Поки живемо...
- 1988 — Піднесення
- 1989 — Дихання

## Постановки у театрі
- 1968 — «Брати Сарояни»

## Документальні фільми
- 1990 — «Андранік Озанян» (Зоравар Андранік). Перший радянський фільм про Полководця Андраніка: Арменфільм 35 мм. Андранік — текст читає Абрамян Хорен Бабкенович.
- 2008 — «Сумна історія останнього клоуна. Фрунзе Мкртчян».